# Internationale Filmkammer
Die Internationale Filmkammer (IFK; Camera internazionale del film) war eine gemeinsame Institution des nationalsozialistischen Deutschland und des faschistischen Italien, deren Programm in der Verdrängung der amerikanischen Konkurrenz aus dem Filmmarkt und der Schaffung eines europäischen Markes bestand, der den kommerziellen und herrschaftspolitischen Interessen der Gründungsländer entsprechen sollte. Ihren Sitz hatte die Internationale Filmkammer in Berlin und Rom.
Die Internationale Filmkammer wurde erstmals im April 1935 in Paris gegründet. Auf deutscher  Seite stand dahinter das Reichsministerium für Volksaufklärung und Propaganda. Hintergrund der Gründung war die Exportkrise, unter die deutsche Filmindustrie litt, seit viele Länder ihre Filme boykottierten.
Durch die Überwindung der Krise wurde zunächst die Internationale Filmkammer überflüssig. Nachdem sich im Zweiten Weltkrieg die europäischen Märkte grundlegend verändert hatten, wurde die Internationale Filmkammer im Juli 1941 jedoch erneut gegründet. In der Kammer waren neben den ursprünglichen Gründungsmitgliedern Deutschland und Italien auch deren Satelliten und die von ihnen besetzten Länder vertreten: Böhmen und Mähren, Belgien, Bulgarien, Kroatien, Dänemark, Finnland, Ungarn, Norwegen, die Niederlande, Rumänien und die Slowakei. Mit Spanien und Schweden hatten auch zwei neutrale Länder ihre Mitgliedschaft angekündigt. Präsident der Kammer war der italienische Finanzminister Giuseppe Volpi, Generalsekretär war der stellvertretende Präsident der Reichsfilmkammer Karl Melzer.
Von 1936 bis 1944 gab die Internationale Filmkammer eine Zeitschrift mit dem Titel „Inter Film“  heraus.